# Supermarine Swift
Le Supermarine Swift était un chasseur britannique monoplace à réaction de la Royal Air Force (RAF), construit par Supermarine durant les années 1950. Après une période de développement prolongée, le Swift entra en service comme un intercepteur, mais, en raison d'une série d'accidents, on le remplaça bien vite par le Hawker Hunter, moins problématique ; la moitié seulement des appareils de type Swifts furent effectivement construits. Une version de reconnaissance photo permit de résoudre les principaux problèmes, trop tard toutefois pour un regain de faveur auprès de l’État-major. Cet échec sonna également le glas de la version supersonique du Swift (le Supermarine 545), dont le développement se trouva interrompu en 1955.

## Conception et développement

### Origines
Le Swift est une évolution d'un certain nombre de prototypes, le premier étant le Type 510, un prototype de chasseur. Il est basé sur le Supermarine Attacker, un jet ailes droites de la Fleet Air Arm jet avec une roulette de queue, modifié par l'ajout d'ailes en flèche.
Le 510 a fait son premier vol en 1948, un an après le premier prototype d'attaque, version marine, allait voler.
Le Type 510 était le premier avion britannique à avoir les ailes et l'empennage en flèche.
Le Type 510 fut également le premier avion à aile en flèche à décoller et atterrir d'un porte-avions, au cours des essais pour la Royal Navy par la Fleet Air Arm. Toutefois, l'intérêt de la Royal Navy pour l'avion a bientôt décliné en dépit des modifications apportées par Supermarine à l'avion pour l'améliorer ses performances.

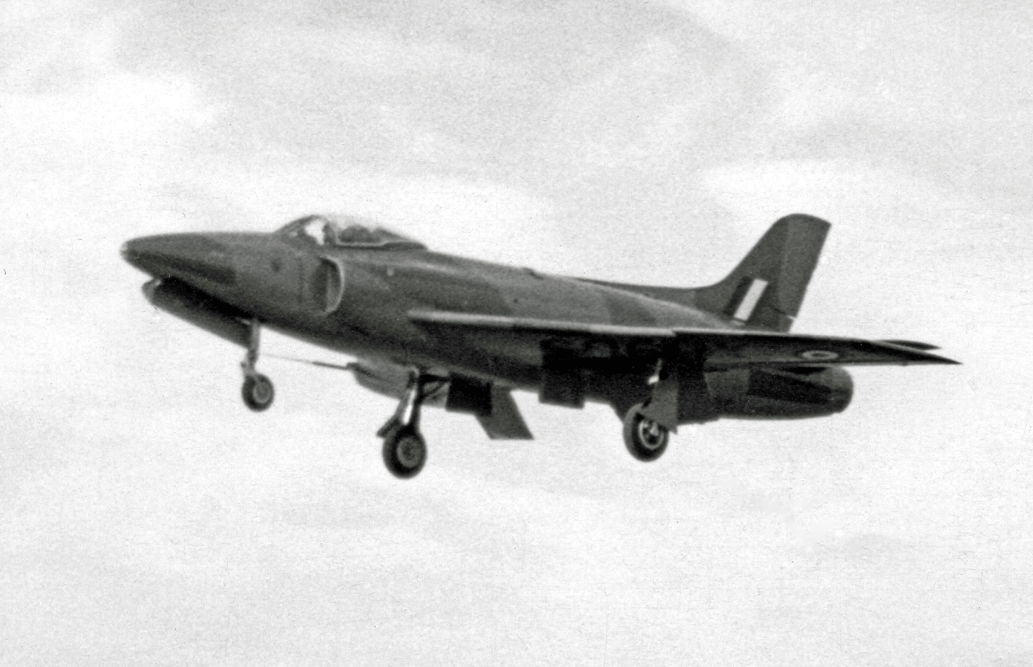
Swift FR.5 à l'atterrissage au Salon aéronautique de Farnborough en 1955.

Le deuxième avion de la lignée ancestrale qui a mené au Swift était le Type 528, qui a volé la première fois en mars 1950. Peu de temps après son premier vol, de nombreuses modifications ont été apportées à sa structure et il a ensuite été désigné Type 535, et a fait son premier vol sous ce nom en août 1950.
La dernière variante fut le Type 541, un modèle de pré-production du Swift dont le ministère de l'Air avait commandé de plus d'une centaine d'exemplaires comme solution de repli au cas où le programme Hawker Hunter aurait échoué. Le Swift a également été considéré par le ministère comme un remplaçant du Gloster Meteor dans le rôle de défense aérienne.
Le type 541 avait remplacé le Rolls-Royce Nene à flux centrifuge de ses prédécesseurs par le turboréacteur Rolls-Royce AJ.65 à flux axial, qui deviendrait le célèbre Avon. Le fuselage, auquel on avait donné une section adaptée au moteur Nene, n'a pas été redessiné pour les moteurs AJ.65 et Avon plus étroits, et a conservé un aspect un peu corpulent. Deux Type 541 ont été produits, le premier prototype fait son premier vol en 1951 et le second l'année suivante.

### Production

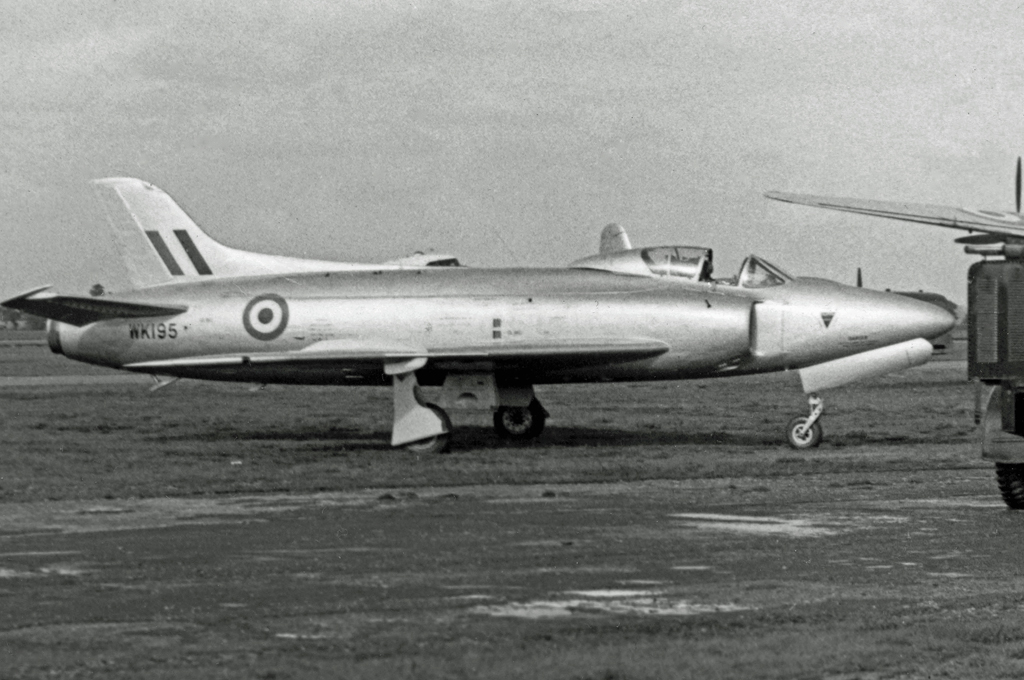
Swift.F.1 avion d'essai employé par Vickers-Armstrong en 1953.

Le Swift avait été commandé en production de «super-priorité», une politique créée par Sir Winston Churchill qui était devenu Premier ministre en 1951 à un moment de tension entre l'OTAN et le Pacte de Varsovie pendant la guerre froide ; la guerre de Corée avait commencé en 1950. La première version de production était un chasseur désigné Swift F Mk.1, dont 18 ont finalement été construits. Le premier vol a eu lieu le 25 août 1952 et le F.1 est entré en service au No. 56 Squadron RAF (en) en février 1954, devenant le premier avion à ailes en flèche de la RAF. Il était propulsé par un moteur Avon 109 de 33,4 kN de poussée et armé de deux canons ADEN de 30 mm. Un prototype est utilisé pour le film britannique Le Mur du son en 1952.
La deuxième version fut le F Mk.2, dont 16 ont été construits. Il s'agissait d'un F.1 avec deux ADEN supplémentaires. Cependant, l'ajout de ces canons a causé des problèmes car les modifications structurelles requises pour loger la charge de munitions ont conduit à une augmentation des risques de pilotage de l'avion. De nombreuses autres modifications ont ensuite été nécessaires pour résoudre ce problème.
La troisième version du Swift fut le F Mk.3, 25 construit, propulsé par un moteur Avon 114 avec postcombustion. Il n'a jamais été mis en service opérationnel dans la Royal Air Force et a été utilisé comme une cellule école. La version suivante, le F Mk.4, comprenait un stabilisateur d'incidence variable destiné à corriger les problèmes de pilotage dont le Swift souffrait, ce qui a effectivement réglé le problème ; toutefois, il a été constaté que la postcombustion ne pouvait pas réellement être allumée à haute altitude, ce qui a augmenté le nombre de problèmes de cette version du Swift.
Ensuite, le FR Mk.5, avait un nez plus long pour accueillir des caméras pour satisfaire au rôle de reconnaissance et avait d'autres modifications de structure. Le FR.5 a également repris l'armement de 2 ADEN armement du F.1. Il a volé la première fois en 1955 et est entré en service l'année suivante. Il servait à la reconnaissance principalement à basse altitude, ce qui rendait le problème de postcombustion à haute altitude sans importance.
Deux autres variantes ont été conçues; le PR Mk.6 était une version non armée de reconnaissance photographique. Toutefois, il s'agissait d'un programme de courte durée en raison du problèmes de postcombustion toujours présent. La dernière variante était le F Mk.7 et a été la première version du Swift à être équipée de missiles guidés, armé avec le missile air-air Fairey Fireflash (en) et propulsé par un nouveau moteur Avon. Seulement quatorze ont été construits et aucun n'a jamais été mis en service dans la RAF, étant relégués - avec ses missiles prototypes - à la fonction de lance-missiles d'essais.

## Histoire opérationnelle

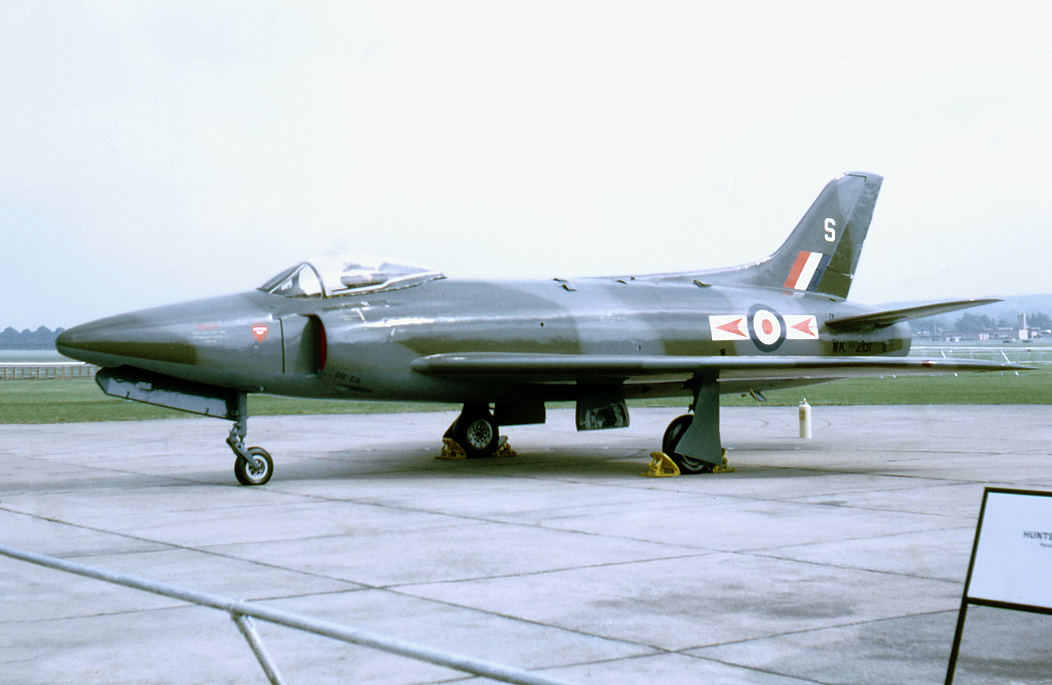
Swift FR.5 WK281 portant les marques du No.79 Squadron RAF.

Le sort a commencé à frapper le Swift au début de sa carrière avec un nombre d'accidents impliquant le F.1 et F.2, dont un mortel. Le F.1 a été cloué au sol en août l'année même de sa mise en service alors que le F.2, qui l'avait remplacé en août, a également été rapidement cloué au sol. Toutes les variantes de chasse du Swift ont été retirées du service par la RAF, après un court temps de service, pour être remplacées par le Hawker Hunter plus capable.
Le FR.5 était la dernière variante Swift à entrer en service dans la RAF et a finalement été remplacé par le chasseur FR.10, quittant la RAF en 1961. Le FR.5 a été considéré comme convenable pour son rôle et a été basé avec la RAF (en) en Allemagne pendant la guerre froide.
Le Swift n'a jamais été au combat dans la RAF. Il a battu un certain nombre de records de vitesse ; en Libye, le 26 septembre 1953, un F.4 (WK198) piloté par le commandant Mike Lithgow (en) a battu le record du monde de vitesse absolue, atteignant une vitesse de 1 187 km/h, mais il a été battu à son tour seulement huit jours plus tard par le Douglas Skyray, un chasseur de l'United States Navy. Le Swift a la distinction d'être le dernier avion de la production britannique à détenir ce record (le Fairey Delta 2 était expérimental). Moins de deux cents Swift ont été construits à partir d'une commande de 497. Un certain nombre de cellules d'avion Swift sont allées en Australie pour l'opération Buffalo en 1956, étant placées à différentes distances du point d'explosion d'une bombe atomique.
Dans sa dernière version de nombreux problèmes qui avaient empoisonné les variantes antérieures ont été réglés, mais le programme n'a pas été poursuivi. Le Hawker Hunter satisfaisant dans les mêmes rôles, avait enlevé toute obligation de persister avec le Swift.

## Variantes
Type 510
Prototype développé à partir du Vickers Supermarine Attacker toujours avec un train à roulette de queue mais avec les ailes et la queue en flèche.
Type 517
Prototype équipé d'un stabilisateur d'incidence variable.
Type 535
Prototype équipé d'un train d'atterrissage à roulette avant.
Swift F.Mk 1
Avion de chasse monoplace, équipé d'un stabilisateur d'incidence, motorisé par un turboréacteur Rolls-Royce Avon RA-7/109 sans postcombustion, armé de deux canons ADEN de 30 mm.
Swift F.Mk 2
Avion de chasse monoplace, armé de quatre canons ADEN de 30 mm .
Swift F.Mk 3
Avion de chasse monoplace, propulsé par un turboréacteur Rolls-Royce Avon RA-7A/114 avec post-combustion, armé de deux canons ADEN de 30 mm.
Swift F.Mk 4
Avion de chasse monoplace, équipé d'un stabilisateur variable incidence.
Swift FR.Mk 5
monoplace tactique-reconnaissance, équipé d'un nez allongé pour accueillir trois caméras, équipé d'une verrière sans cadre, motorisé par un turboréacteur Rolls-Royce Avon 114, armés de deux canons ADEN de 30 mm .
Swift F.Mk 7
Avion de chasse monoplace, équipée d'un nez allongé pour accueillir un radar, armé de quatre canons Aden de 30 mm et quatre missiles air-air Fairey Fireflash.

## Opérateurs
Royaume-Uni
- Royal Air Force
  - No. 2 Squadron RAF FR.5.
  - No. 4 Squadron RAF (en) FR.5.
  - No. 56 Squadron RAF (en) F.1 et F.2.
  - No. 79 Squadron RAF (en) FR.5.

## Survivants
- VV106 (Supermarine type 517) est stocké au Fleet Air Arm Museum (en), Yeovilton, en Angleterre.
- WK198 (le prototype de F.4, fuselage seul) cet ancien détenteur du record du monde de vitesse de l'air est maintenant au Musée Brooklands (en) , Surrey; d'abord conservé au North East Aircraft Museum (en), Sunderland, en Angleterre, le 2 avril 2008, il a déménagé à la Millom musée de la RAF, Cumbria[3], mais à la suite de la fermeture de ce musée en septembre 2010, le WK198 a été transféré à Brooklands le 3 février 2011.
- WK275 (F.4) exposé sur un site privé à Upper Hill, Herefordshire, en Angleterre. Cet avion représente la dernière version du chasseur.
- WK277 (FR.5) exposé au Musée de l'Air de Newark (en) , Newark, en Angleterre.
- WK281 (FR.5) exposé au Musée de l'aviation militaire de Tangmere (en), Tangmere, en Angleterre.
- G-SWIF (F.7, l'ancien XF114 ) est stocké au Solent Sky, Southampton, en Angleterre.

### Développement lié
- Supermarine Spiteful
- Supermarine Attacker

### Aéronefs comparables
- Hawker Hunter
- Mikoyan-Gurevich MiG-17
- North American F-86 Sabre

### Apparition
Le deuxième prototype Supermarine Swift est apparu comme le «Prométhée» dans le film de 1952 Le Mur du son,.